# Gymnuromys roberti
Gymnuromys roberti is een zoogdier uit de familie van de Nesomyidae. De wetenschappelijke naam van de soort werd voor het eerst geldig gepubliceerd door Major in 1896.

## Voorkomen
De soort komt voor in het oosten van Madagaskar.